# Nehru Zoological Park
Koordinaten: 17° 2′ 4″ N, 78° 26′ 59″ O
Der Nehru Zoological Park, auch als Zoo Hyderabad bekannt, ist ein Zoo im indischen Bundesstaat Telangana am Rande der Stadt Hyderabad. Er umfasst eine Gesamtfläche von 380 Acres (ca. 154 Hektar) und enthält neben den Anlagen für Tiere auch ausgedehnte Parkanlagen.

## Geschichte
Aufgrund des Beschlusses einer Regierungsorganisation, dem Indian Board for Wildlive wurde 1956 eine Einrichtung geplant, die der Bevölkerung das Leben der Tierwelt vermitteln sollte. Ausgewählt wurde dazu ein Gebiet in der Nähe des Mir-Alam Lake bzw. Mir Alm Tank, was zur damaligen Zeit das Haupttrinkwasserreservoir für Hyderabad darstellte. Es liegt im Süden des Musi.
Der Zoo nahm am 26. Oktober 1959 den Betrieb auf und wurde am 6. Oktober 1963 für den Publikumsverkehr geöffnet. Betreiber des Zoos ist die Forstverwaltung des Government of Telangana. Der Name des Zoos ehrt den ersten Premierminister Indiens Jawaharlal Nehru.
Während der COVID-19-Pandemie in Indien wurden Anfang Mai 2021 in dem Zoo acht asiatische Löwen positiv auf das Coronavirus getestet, nachdem sie Symptome wie Appetitlosigkeit, Nasenausfluss und Husten gezeigt hatten. Es handelte sich dabei um einen der seltenen Fälle, in denen das Coronavirus bei Zootieren nachgewiesen werden konnte. Vermutet wurde eine Ansteckung über Tierpfleger, da kurz zuvor mehr als 25 Parkmitarbeiter positiv auf das Virus getestet worden waren.

## Spezielle Besuchsprogramme
Für Besucher sind mehrere unterschiedliche  Angebote im Zoo verfügbar, beispielsweise eine Safari. Mit speziell gesicherten Geländewagen wird ein eingezäuntes Gelände befahren. Verschiedene Raubtierarten, Nashörner und weitere Tiere können beobachtet werden, wie sie sich frei in der Wildnis bzw. in einer dschungelähnlichen Umgebung bewegen.
Weitere Angebote für Besucher sind ein historischer Dinosaurierpark oder eine nächtliche Rundfahrt durch den Zoo mit einem Mini-Zug. Informationen werden außerdem in einem Naturhistorischen Museum vermittelt.
Tourismus-Unternehmen bieten Bootsfahrten zum Mir Alam Tank an, die nur vom Nehru Zoologischen Park aus erreicht werden.

## Tierbestand
Im Nehru Zoological Park werden Säugetiere, Reptilien und Vögel aller Kontinente gezeigt. Es wird Wert darauf gelegt, dass die Anlagen so gestaltet sind, dass sie den natürlichen Lebensräumen der Tiere ähneln. Nachfolgende Bilder zeigen einige Säugetierarten aus dem Bestand des Zoos der Jahre 2012 bis 2016.

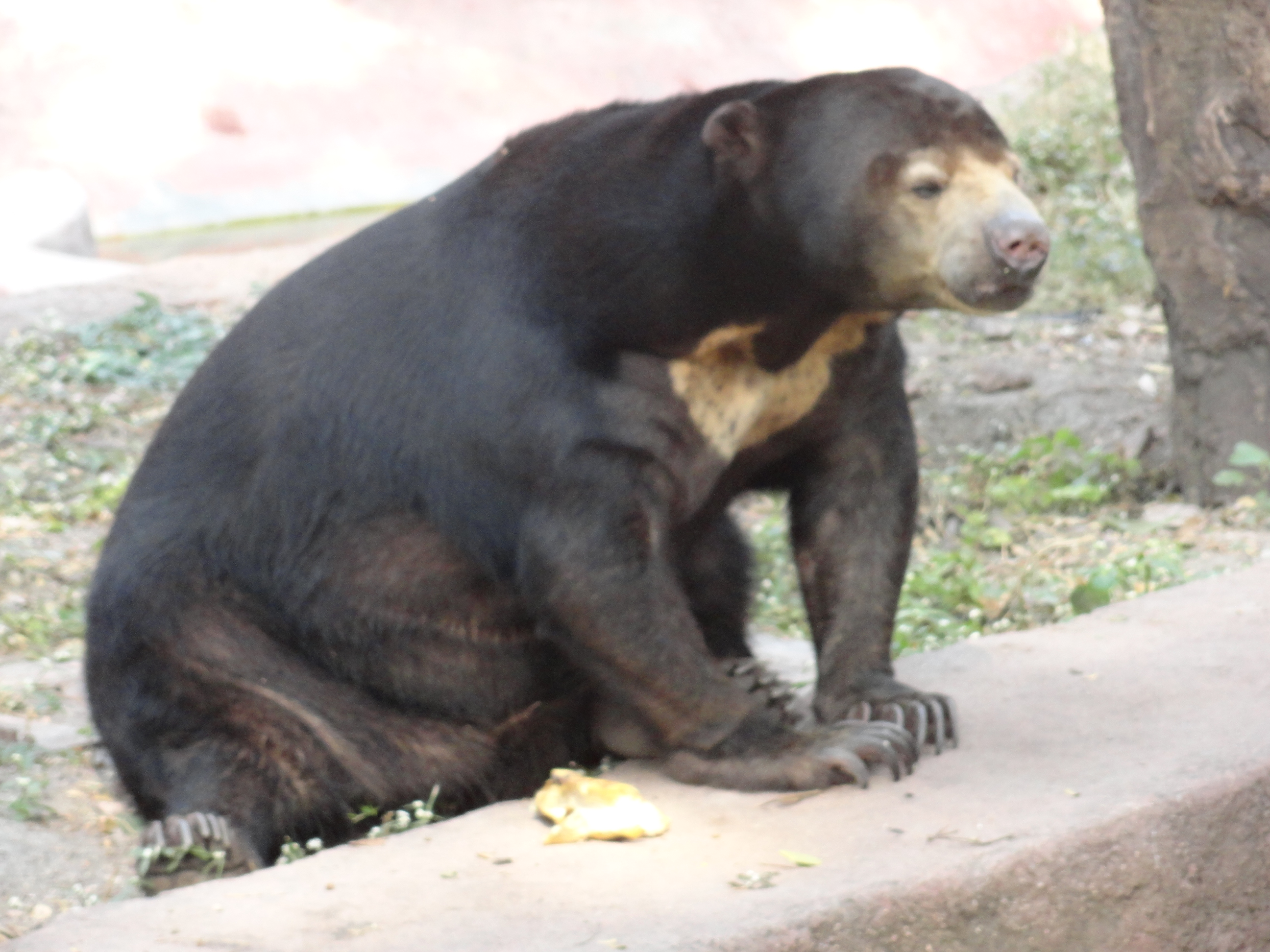
Malaienbär (Helarctos malayanus)
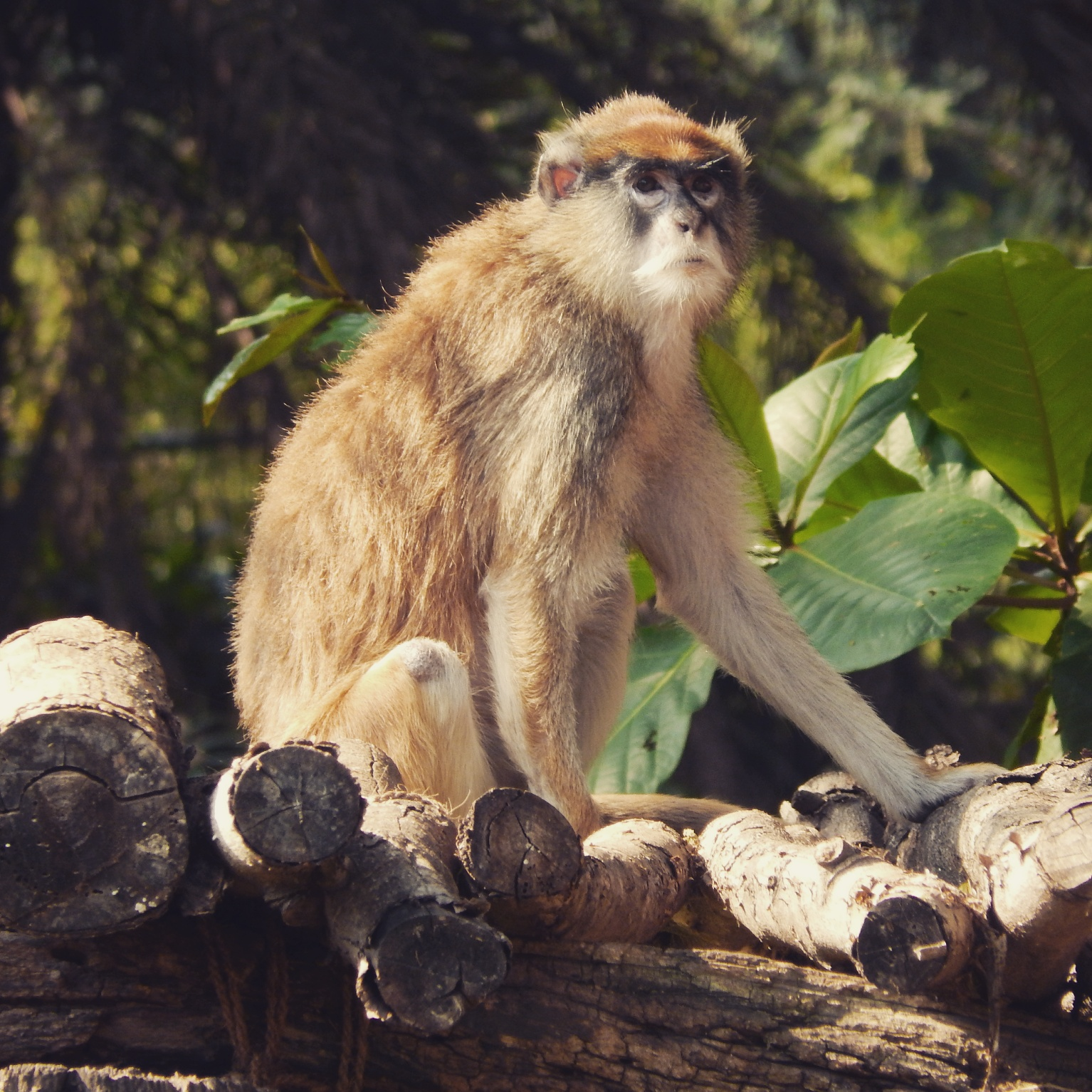
Husarenaffe (Erythrocebus patas)
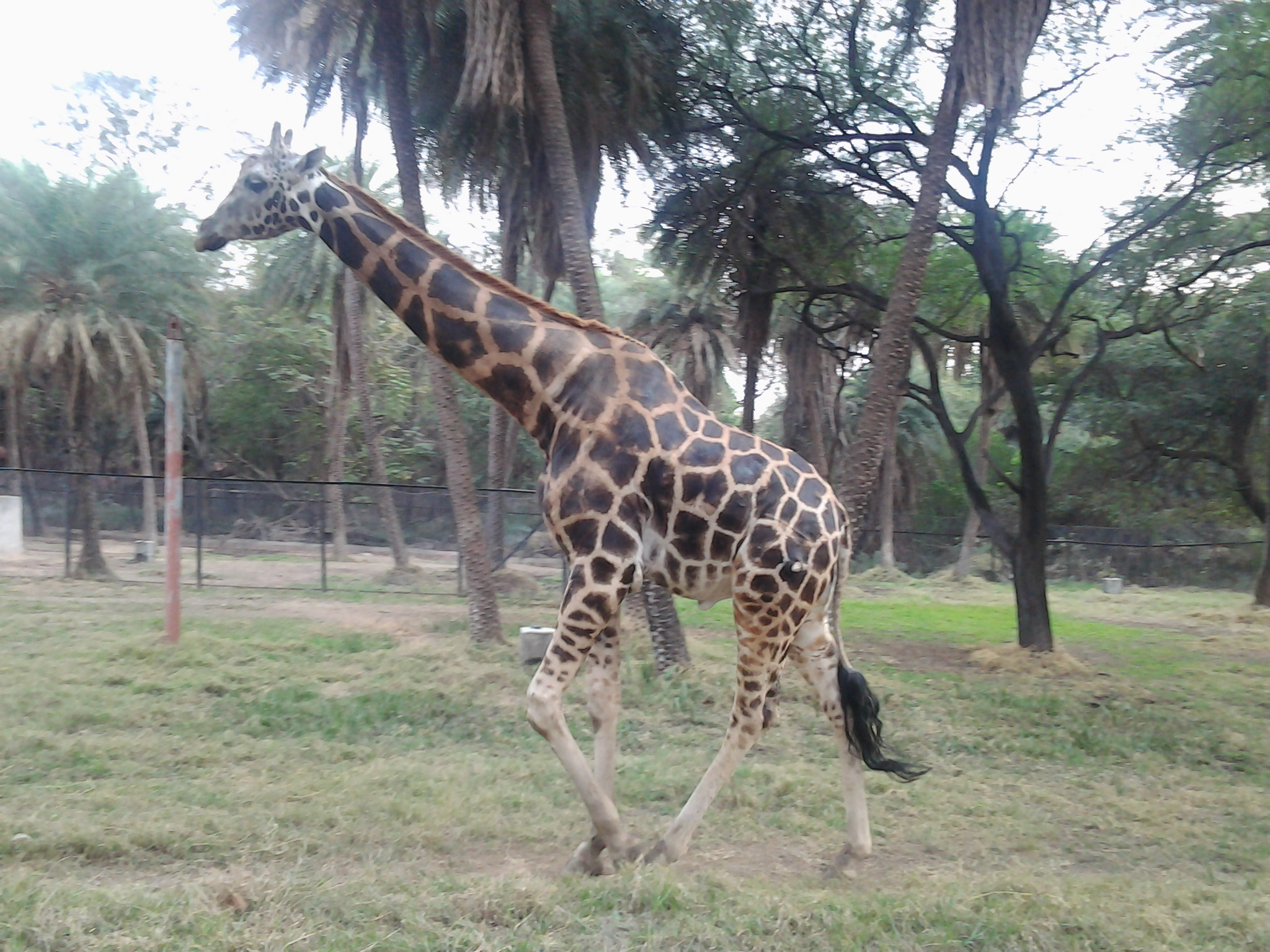
Giraffe (Giraffa)
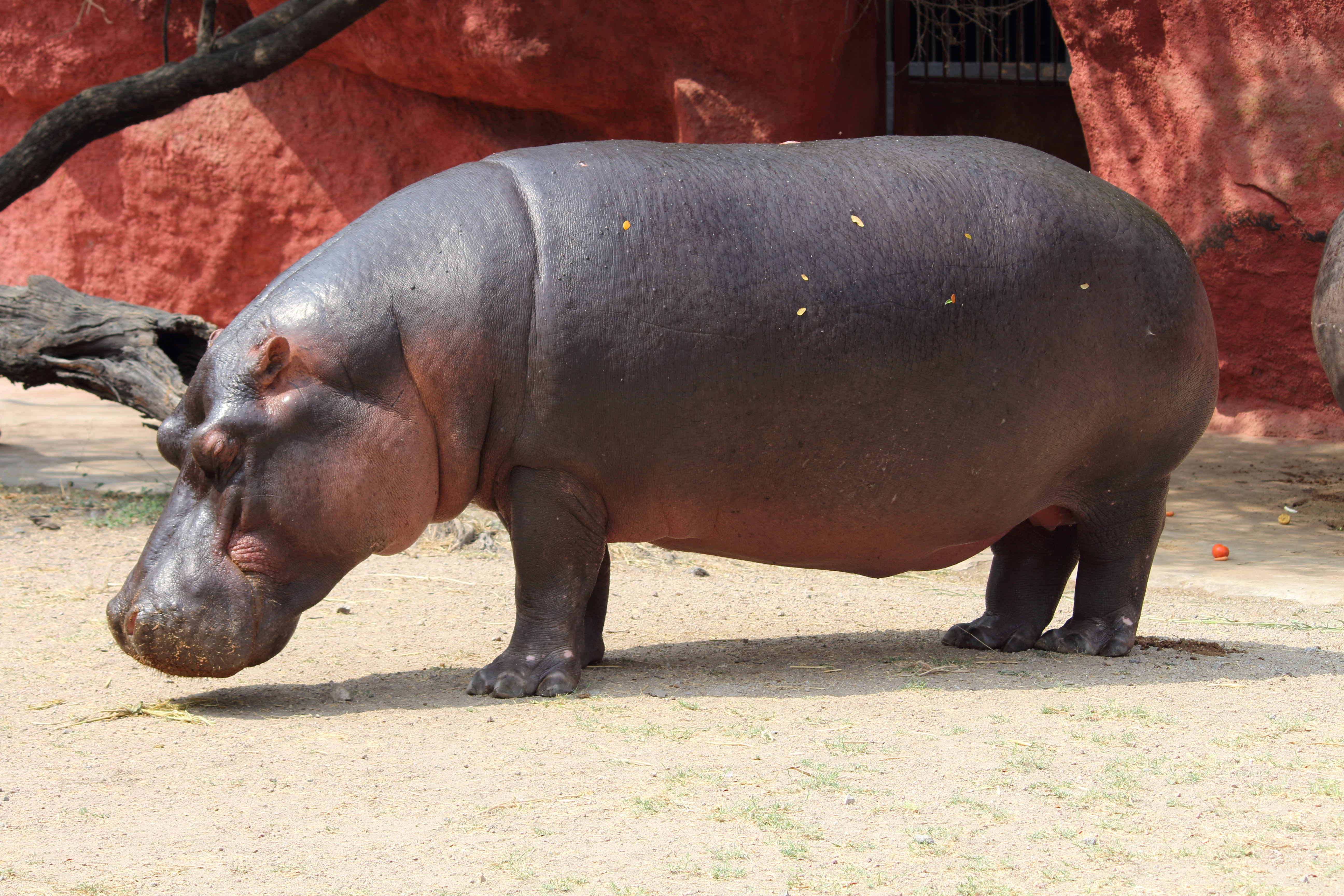
Flusspferd (Hippopotamus amphibius)

Ein Hauptanliegen des Zoos ist die Ausstellung in Indien vorkommender Tiere, um den Besuchern die heimische Fauna nah zu bringen. Die nachfolgenden Bilder stellen eine Auswahl an heimischen Tieren dar, die im Nehru Zoological Park in den Jahren 2004 bis 2015 gezeigt wurden.

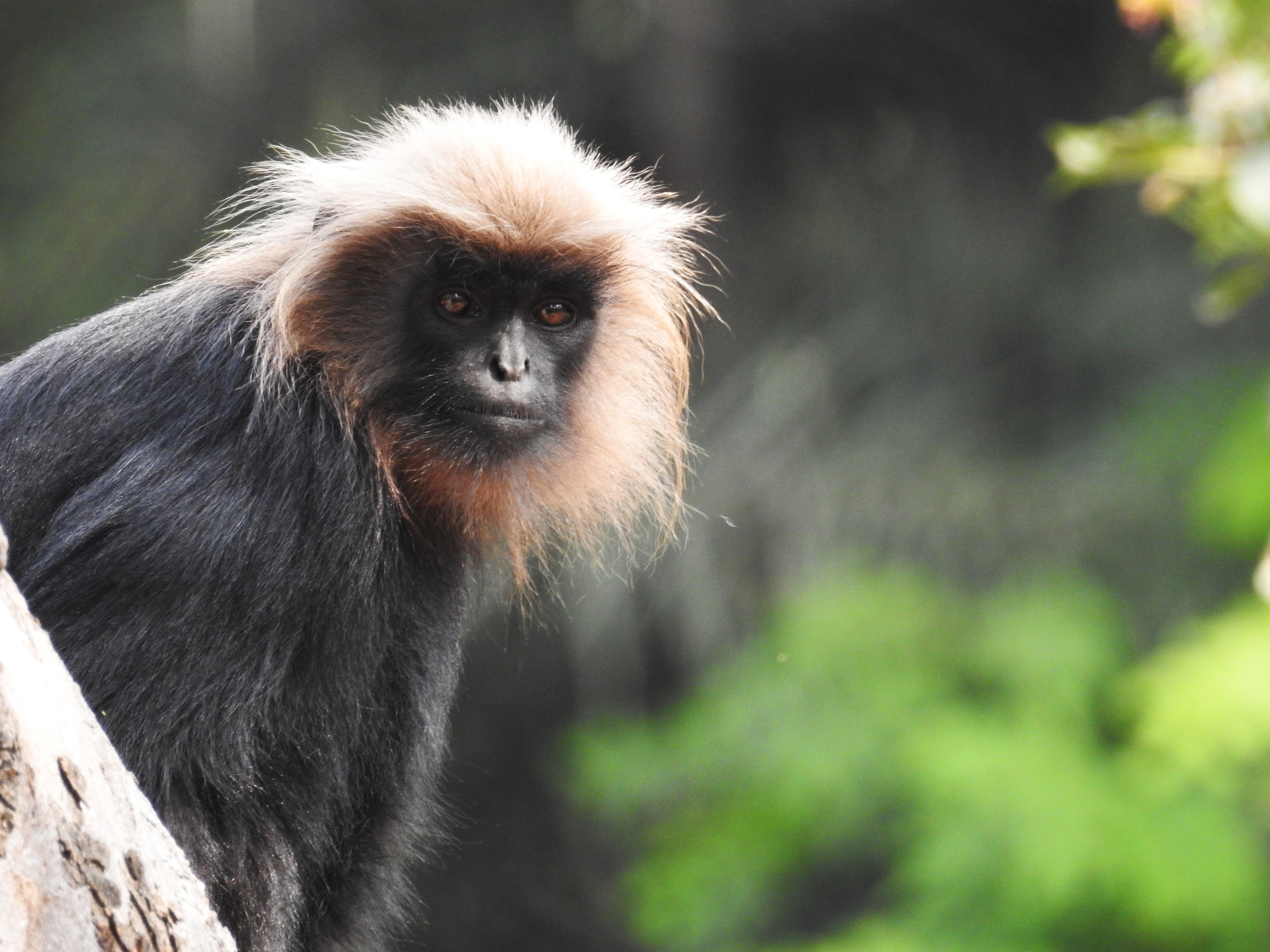
Nilgiri-Langur (Semnopithecus johnii)
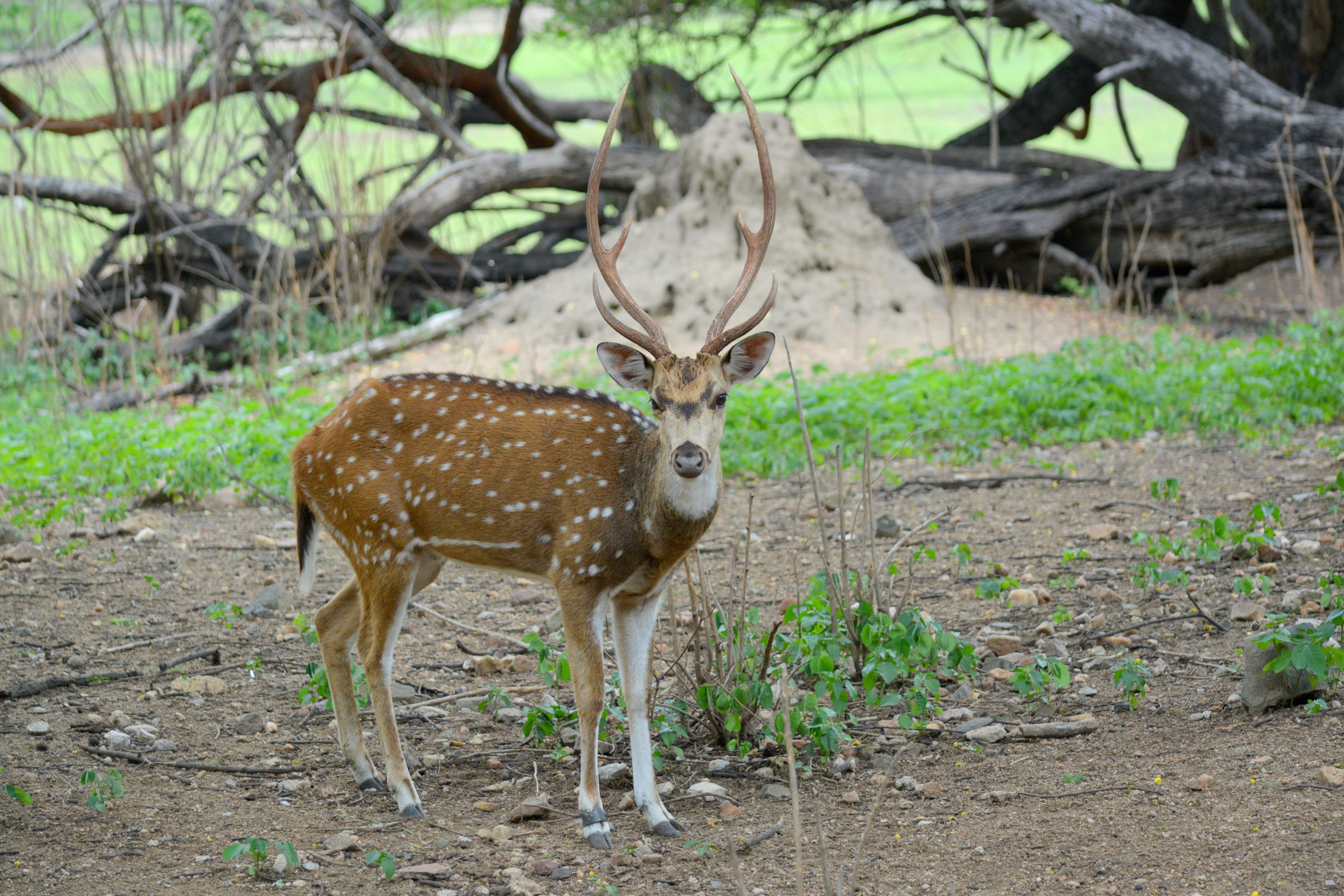
Axishirsch (Axis axis)
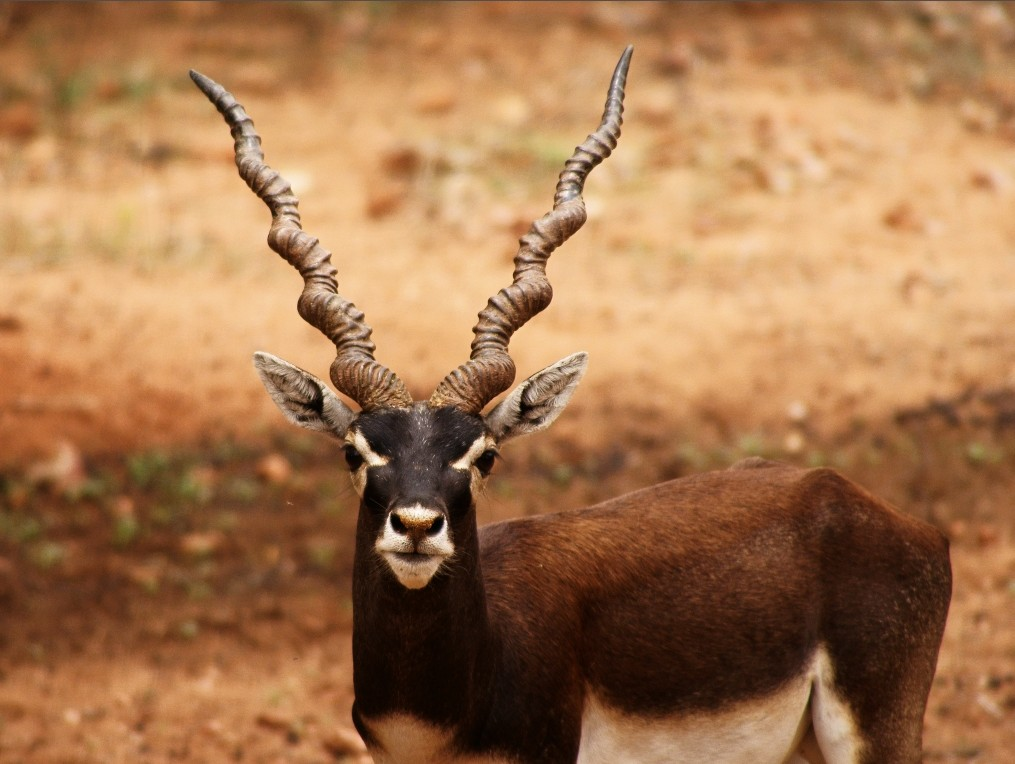
Hirschziegenantilope (Antilope cervicapra)
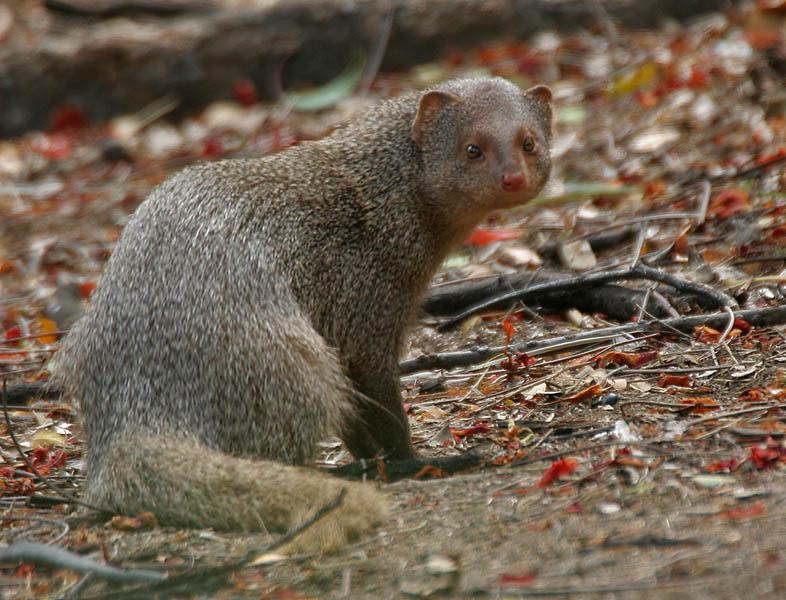
Indischer Mungo (Herpestes edwardsii)
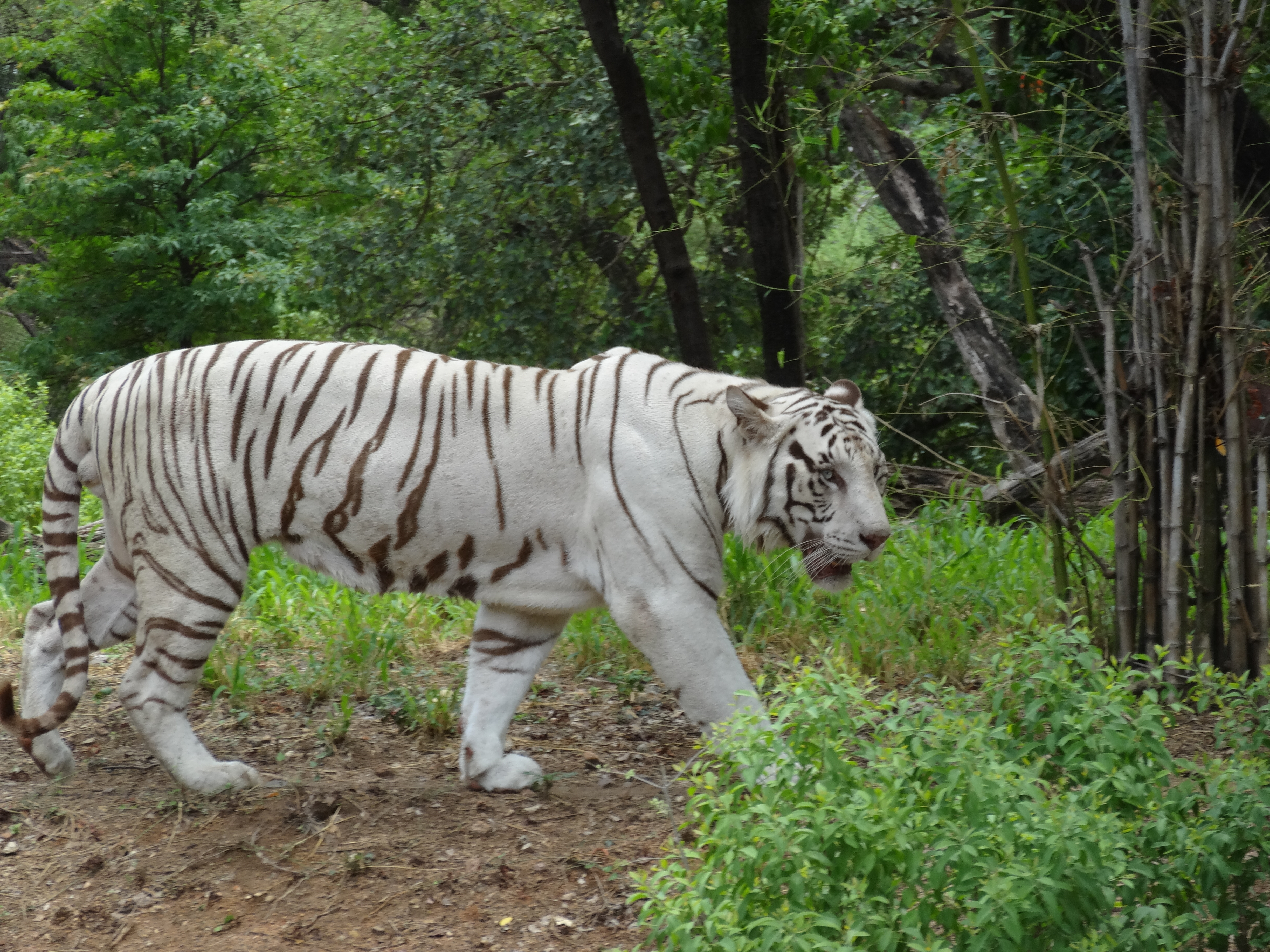
Weißer Königstiger (Panthera tigris tigris)
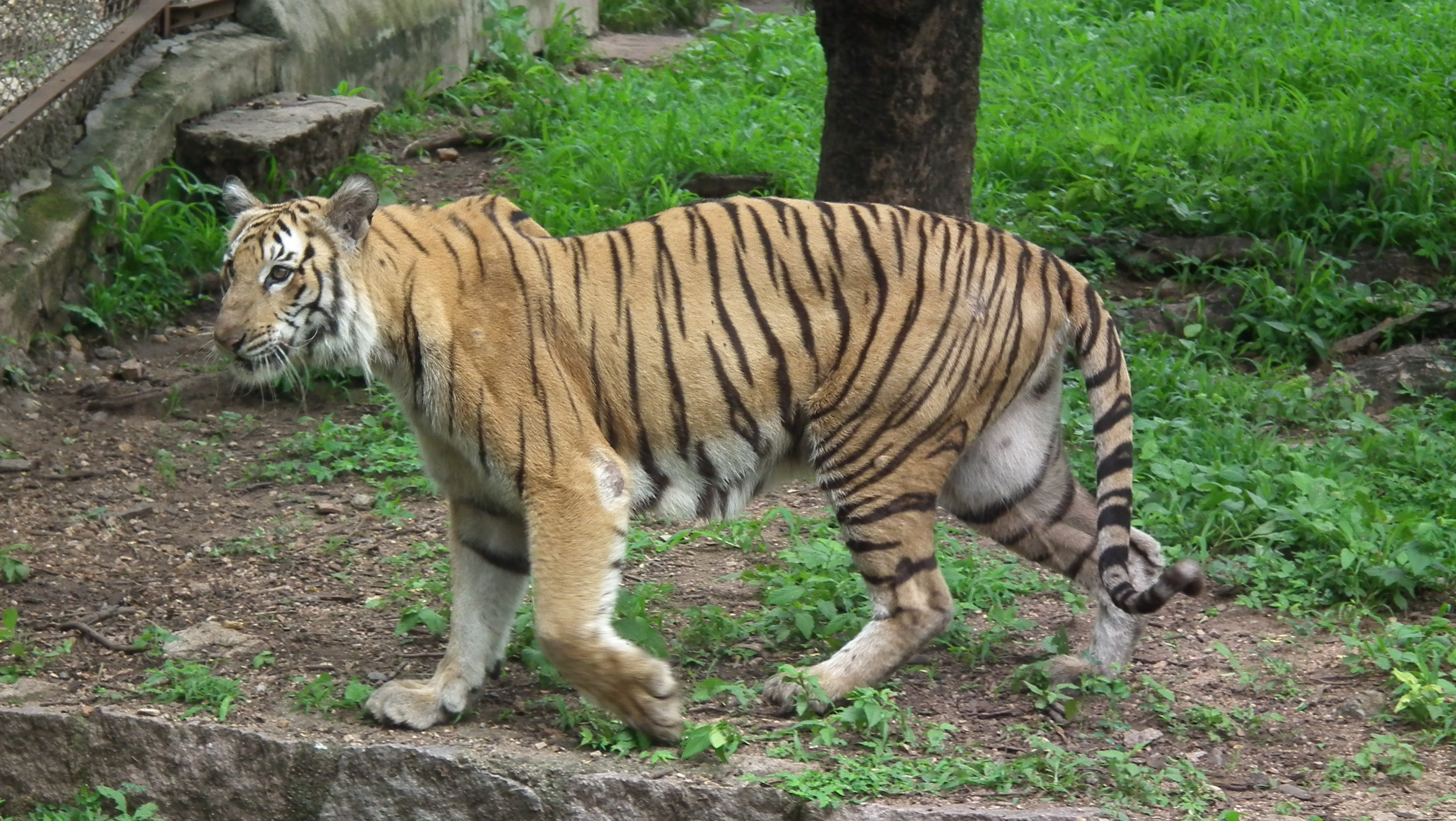
Bengal-Tiger (Panthera tigris tigris)
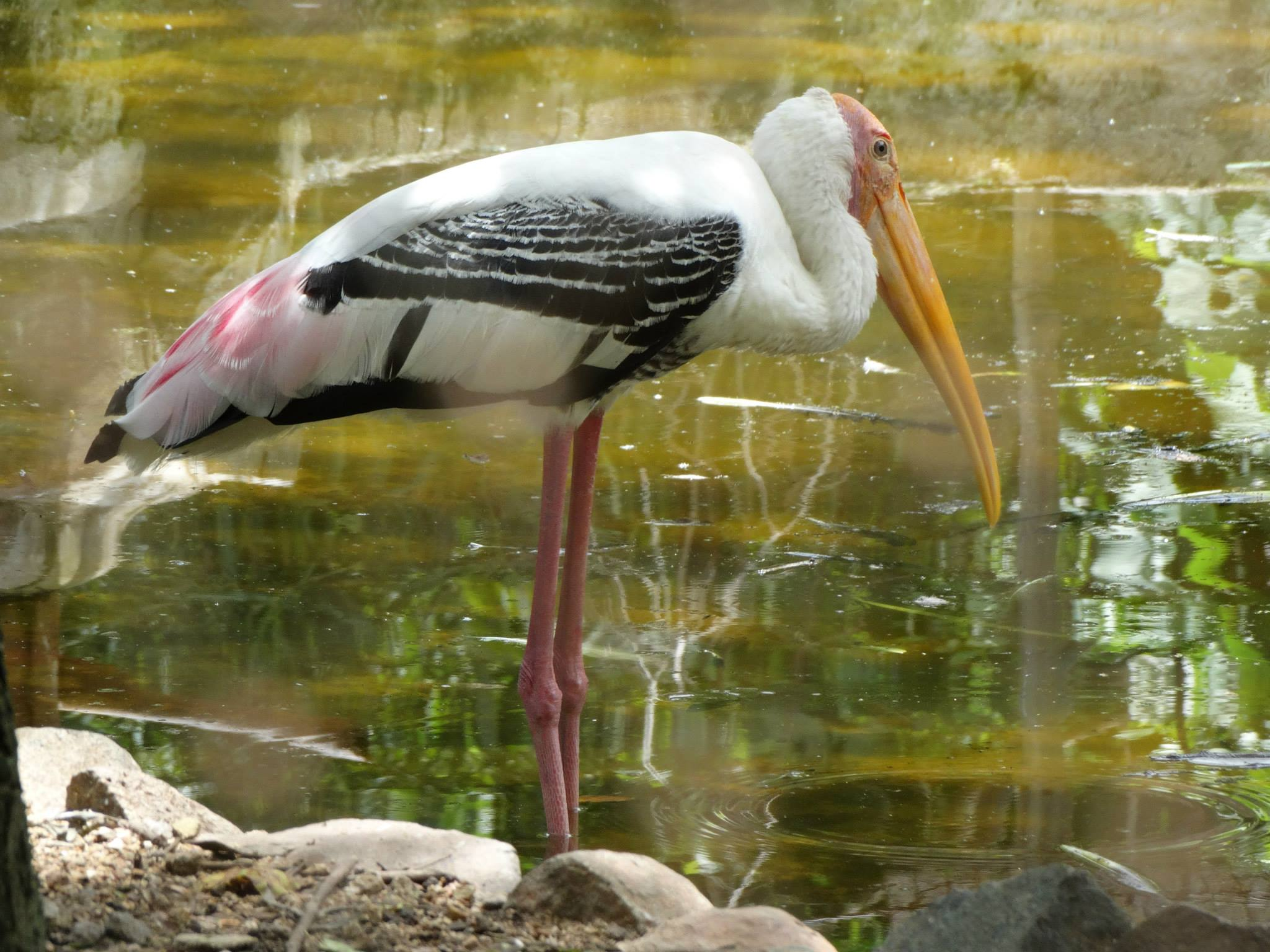
Buntstorch (Mycteria leucocephala)
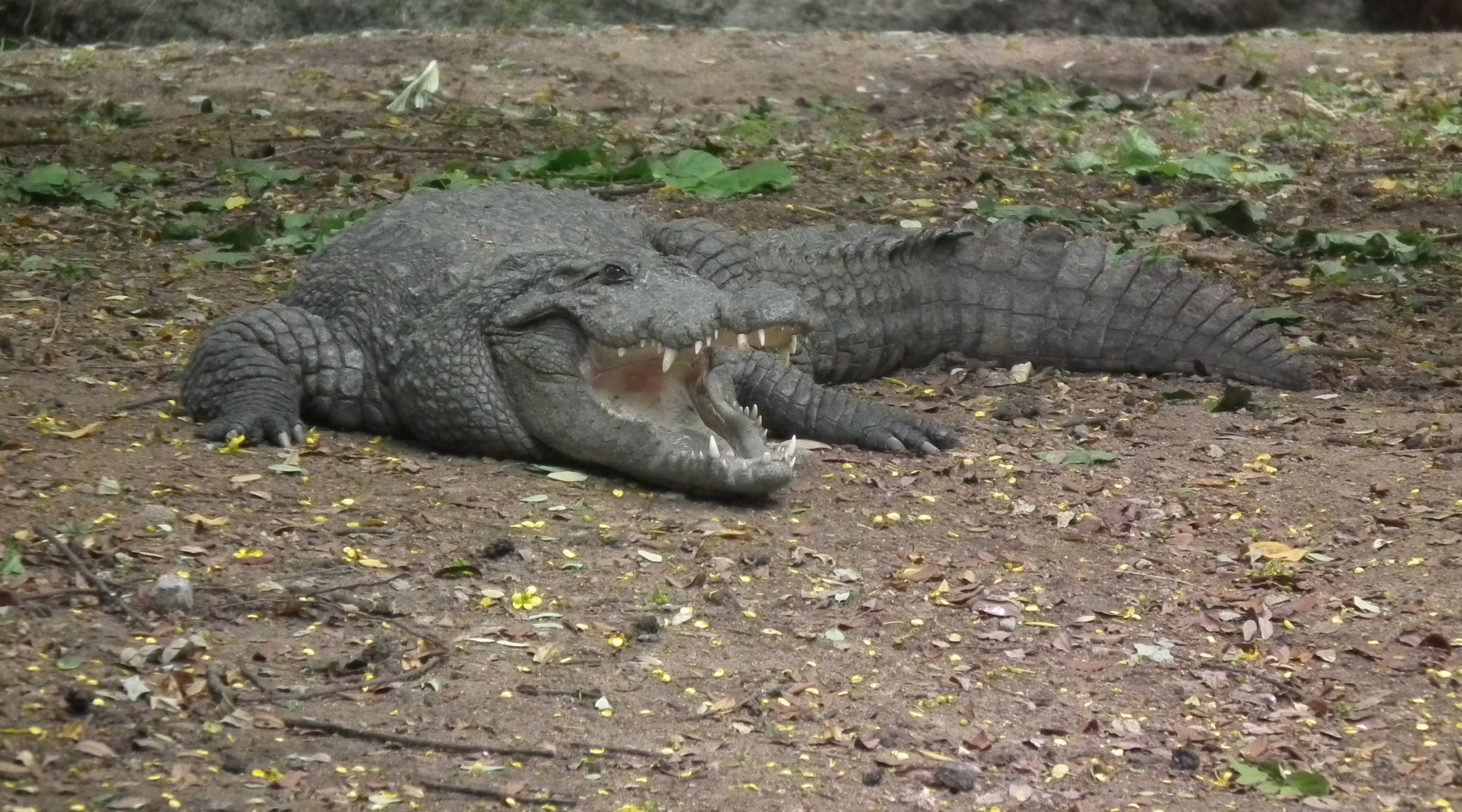
Sumpfkrokodil (Crocodylus palustris)
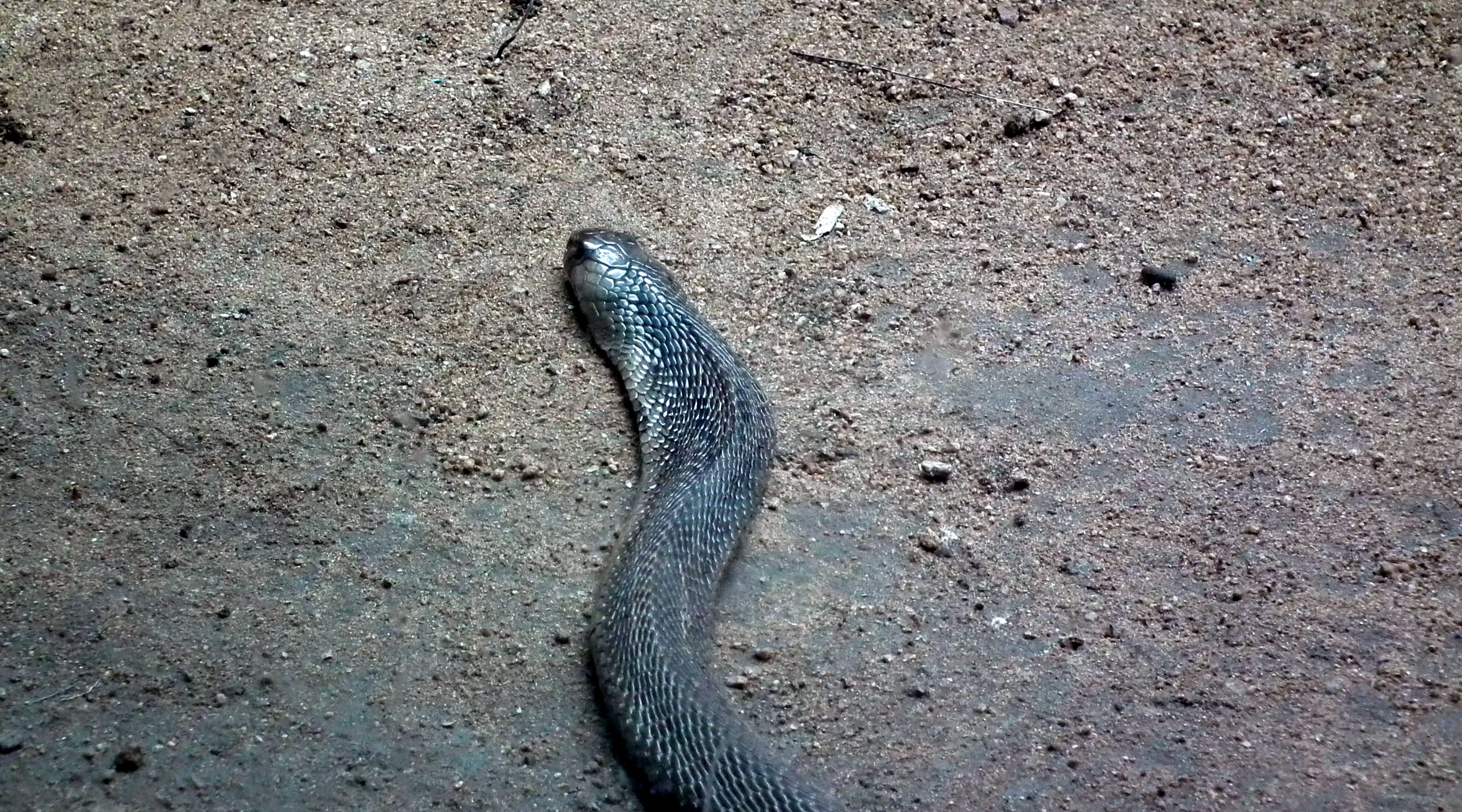
Südasiatische Kobra (Naja naja)
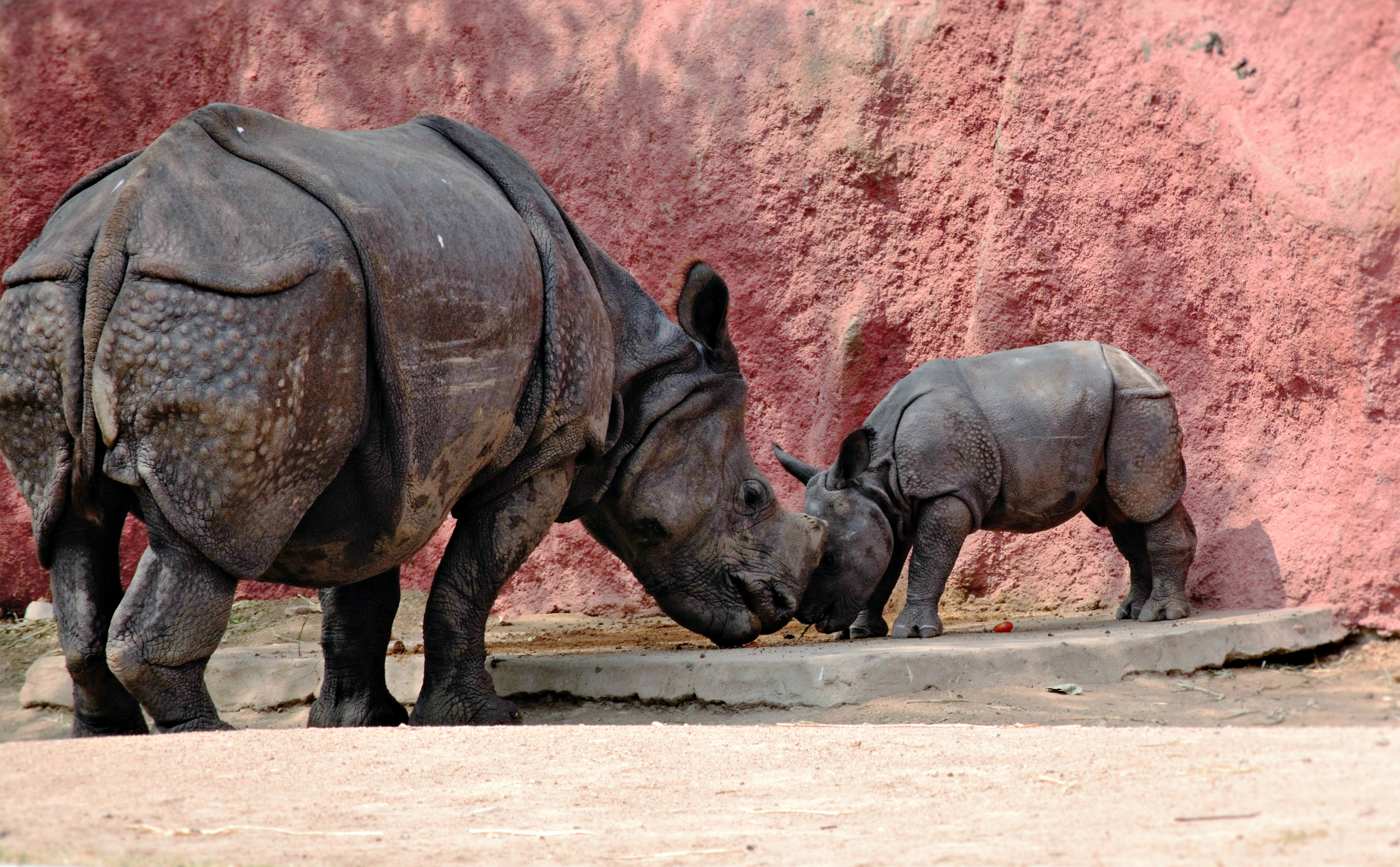
Panzernashorn (Rhinoceros unicornis)
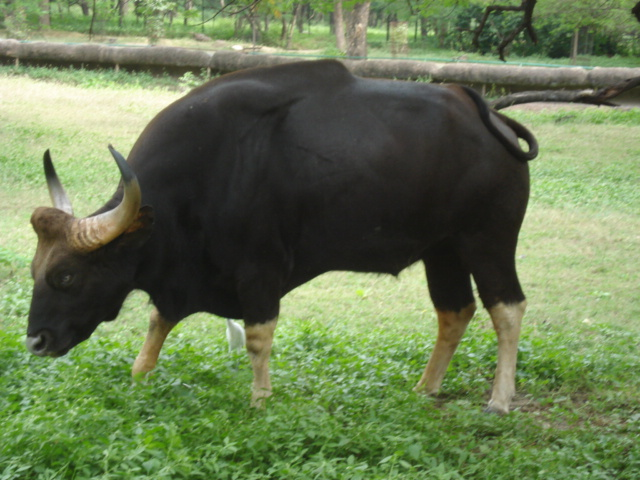
Gaur (Bos gaurus)
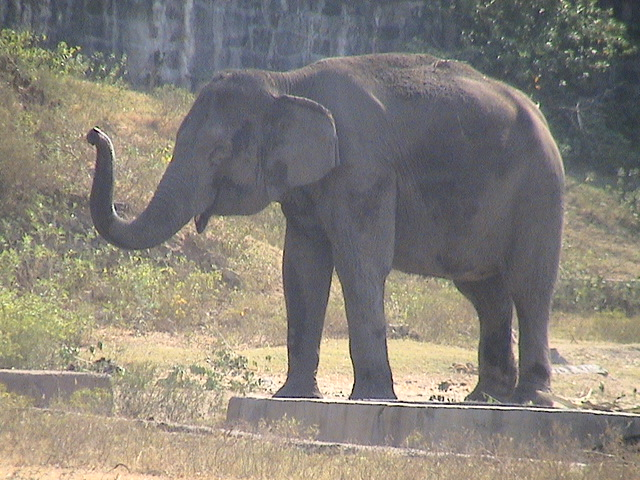
Asiatischer Elefant (Elephas maximus)